# Škoda 1203
O Škoda 1203, Škoda 1203 M, TAZ-Š 1203 e TAZ 1500 foram as únicas vans tchecas/tchecoslovacas já produzidos. Elas foram fabricadas de 1968 a 1981 em Vrchlabí pela AZV Škoda (tipo 997). Cinco anos depois, iniciou-se a produção do tipo modernizado (tipo 776) e parte da produção foi transferida para Trnava (TAZ). Em 1981, toda a produção foi transferida para a cidade eslovaca (Škoda TAZ). Em 1985 veio outra modernização (TAZ 1500) e surgiu o motor de 1.433 cm³. O veículo também foi fabricado em pequena escala em 1994–2010 pela Ocelot Auto em Žacléř. Cerca de 70.000 foram produzidas.
Os primeiros planos de produção foram elaborados em 1956. A incapacidade de garantir fornecedores de peças e acessórios na Tchecoslováquia foi a razão pela qual a produção foi adiada até 1968. O Škoda 1202 serve de base técnica do veículo. Houve várias modificações durante a produção, a maioria das quais relacionadas ao motor. A Škoda 1203 durou mais de trinta anos sem grandes intervenções estruturais na produção e contribuiu significativamente para o desenvolvimento das pequenas empresas após 1989.

## Galeria

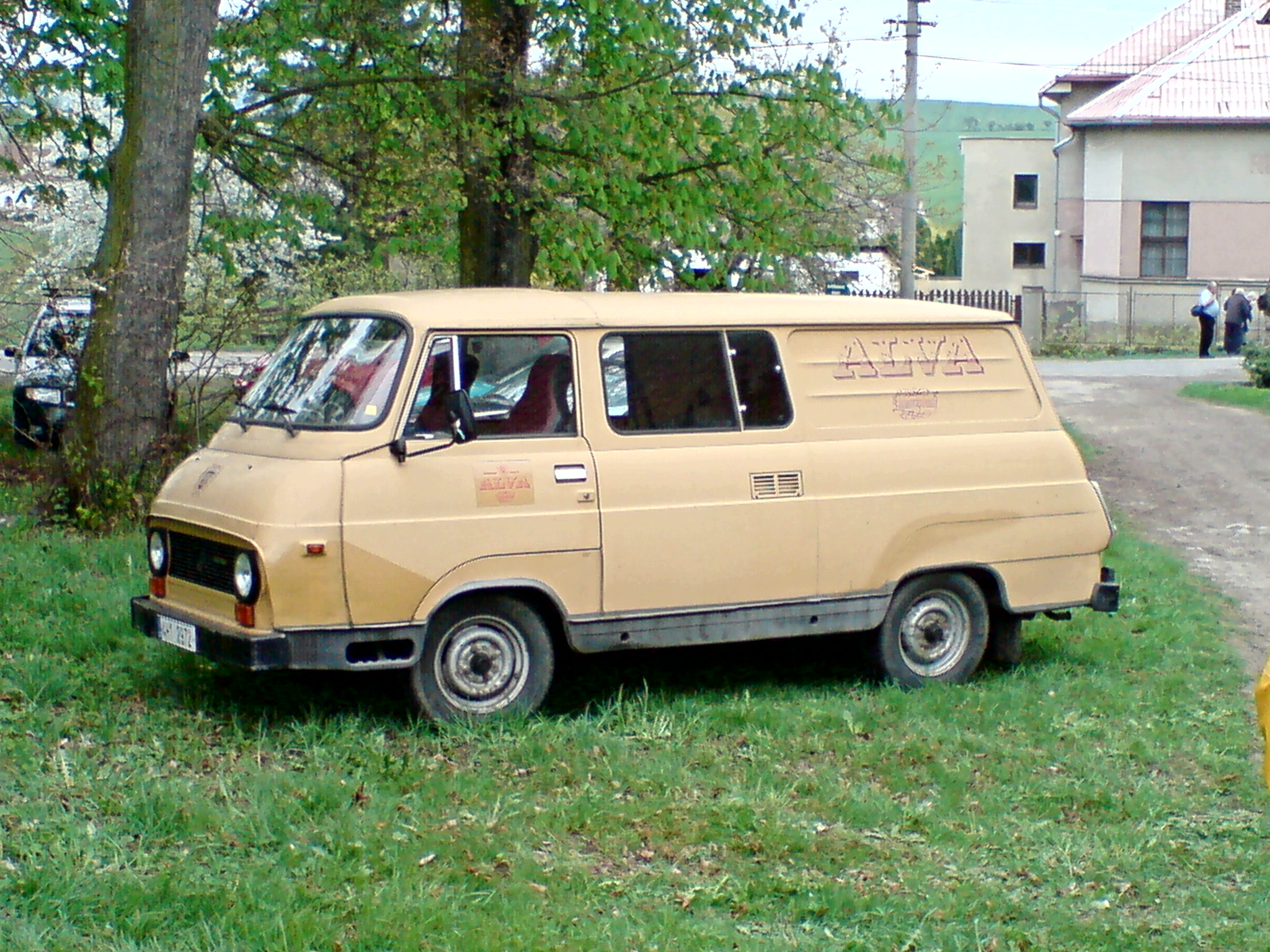
Škoda 1203
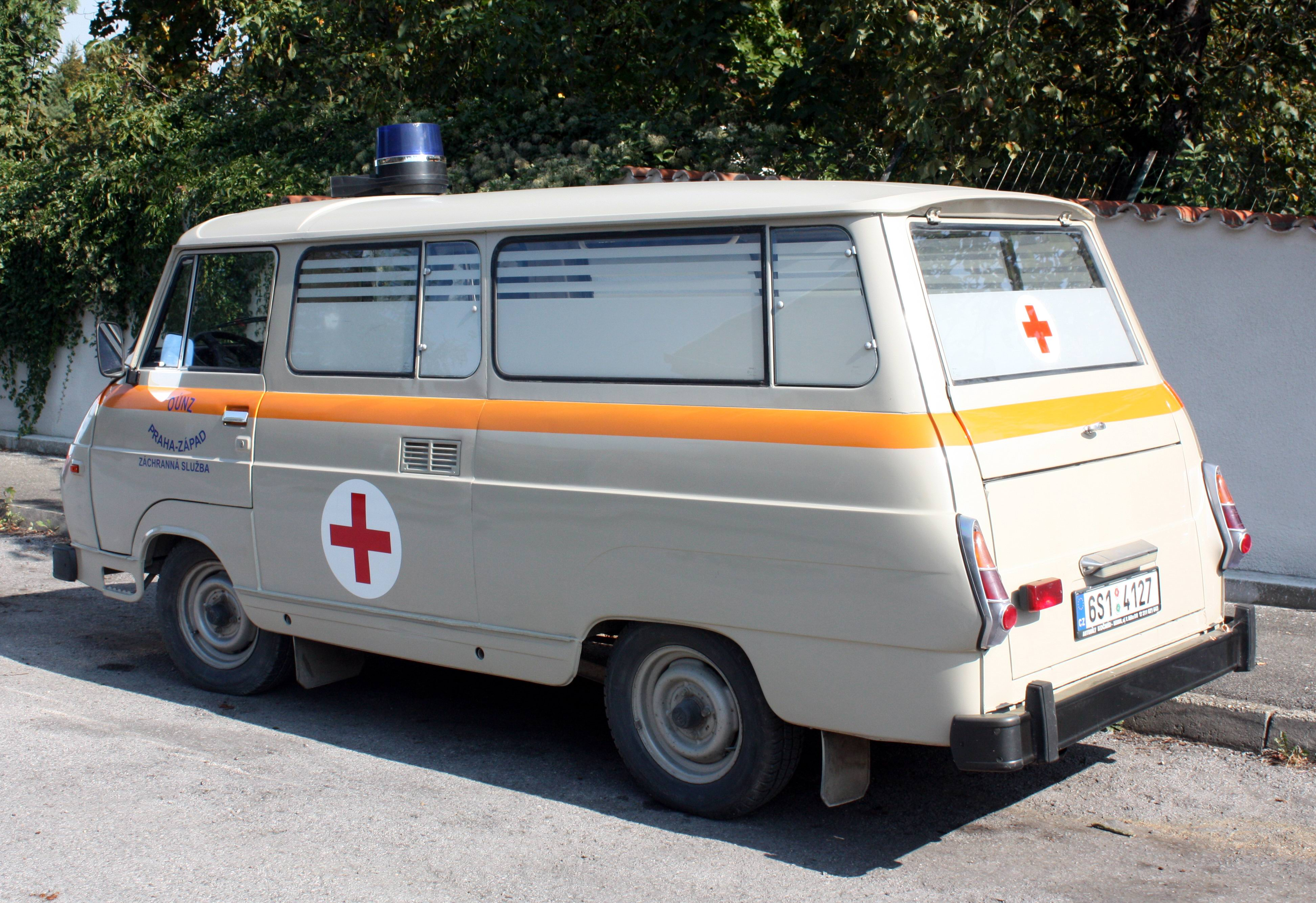
Škoda 1203 foi a ambulância mais usada na Tchecoslováquia
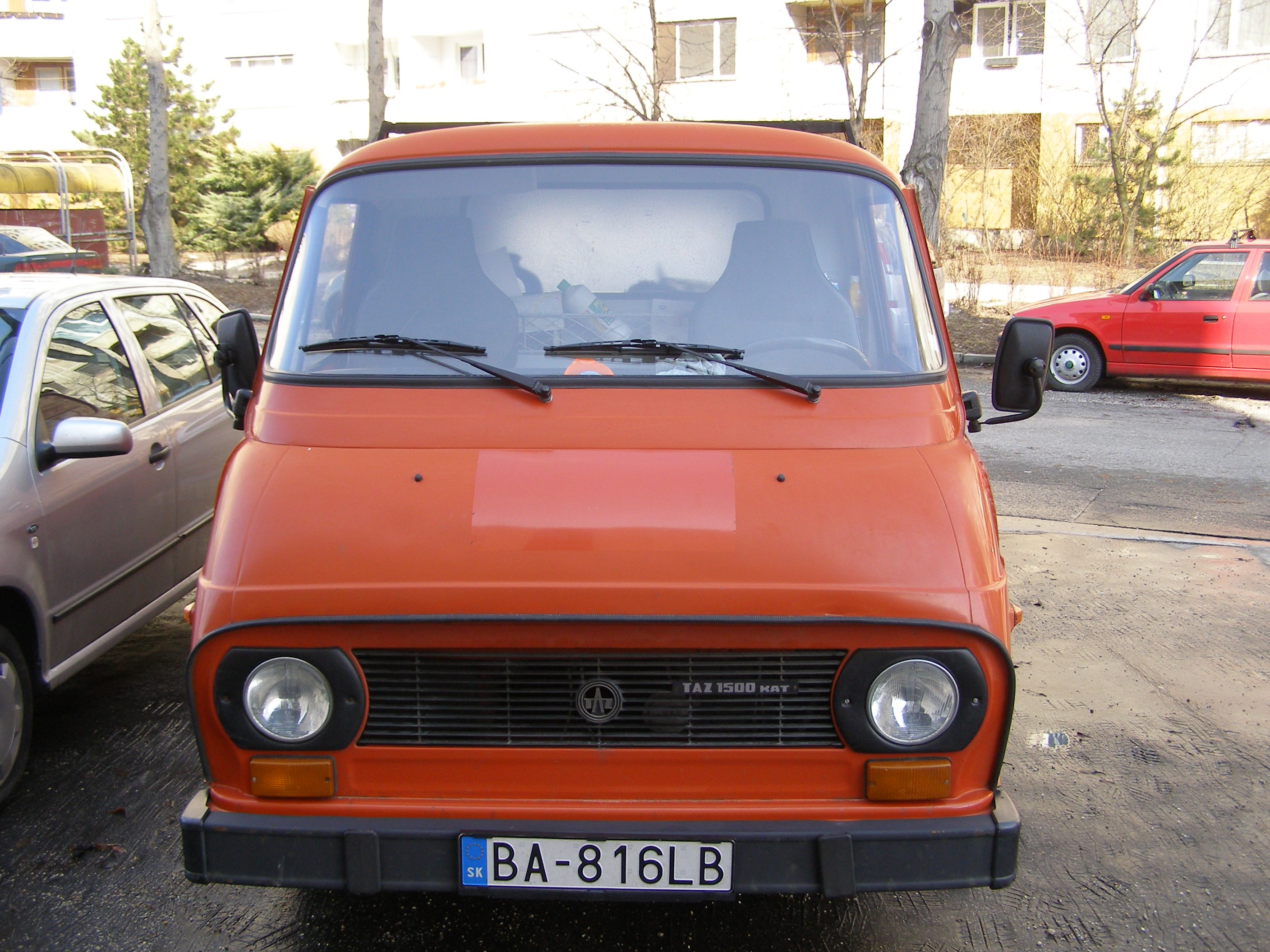
TAZ 1500 KAT Van
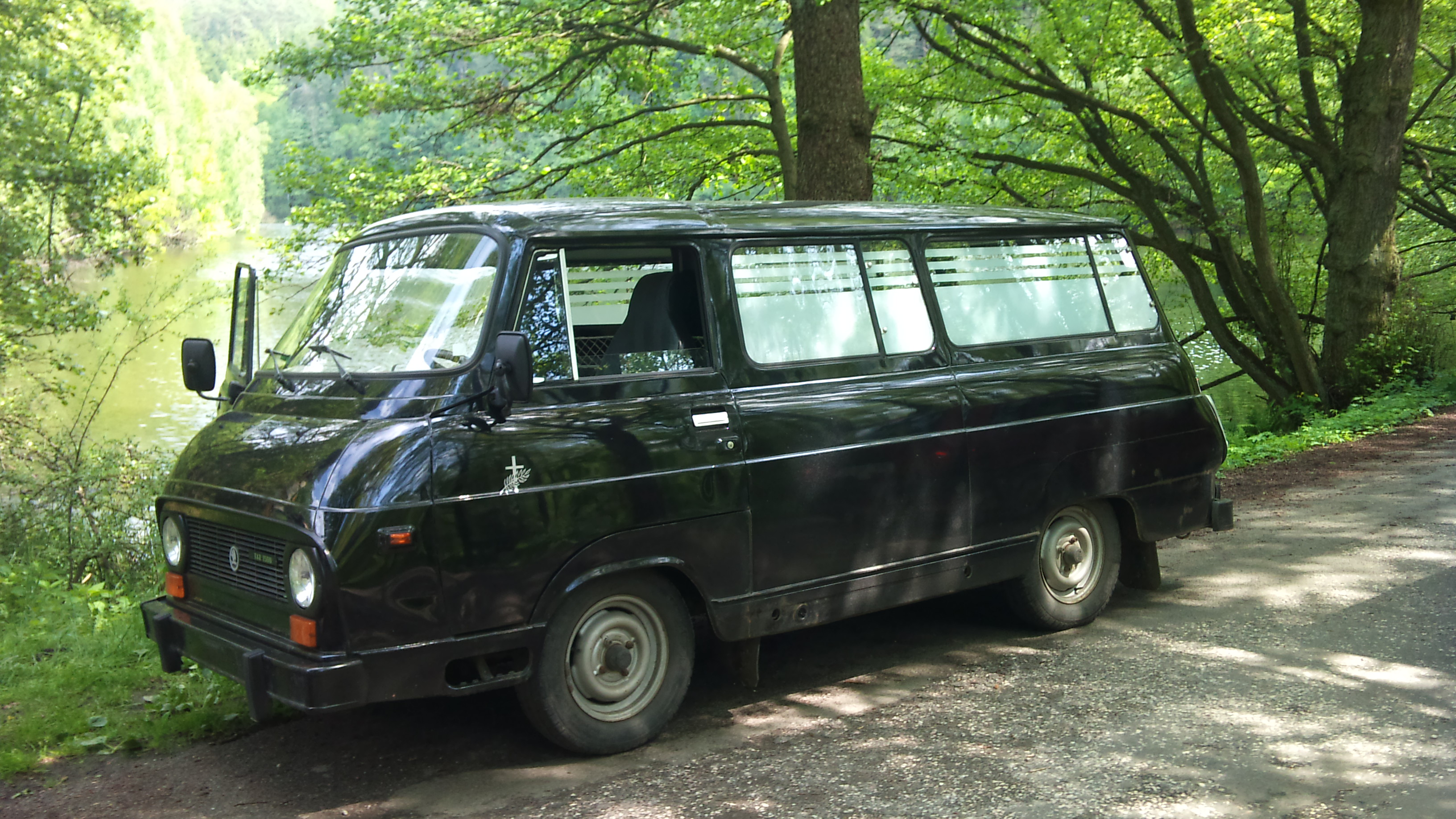
TAZ 1500 como carro fúnebre
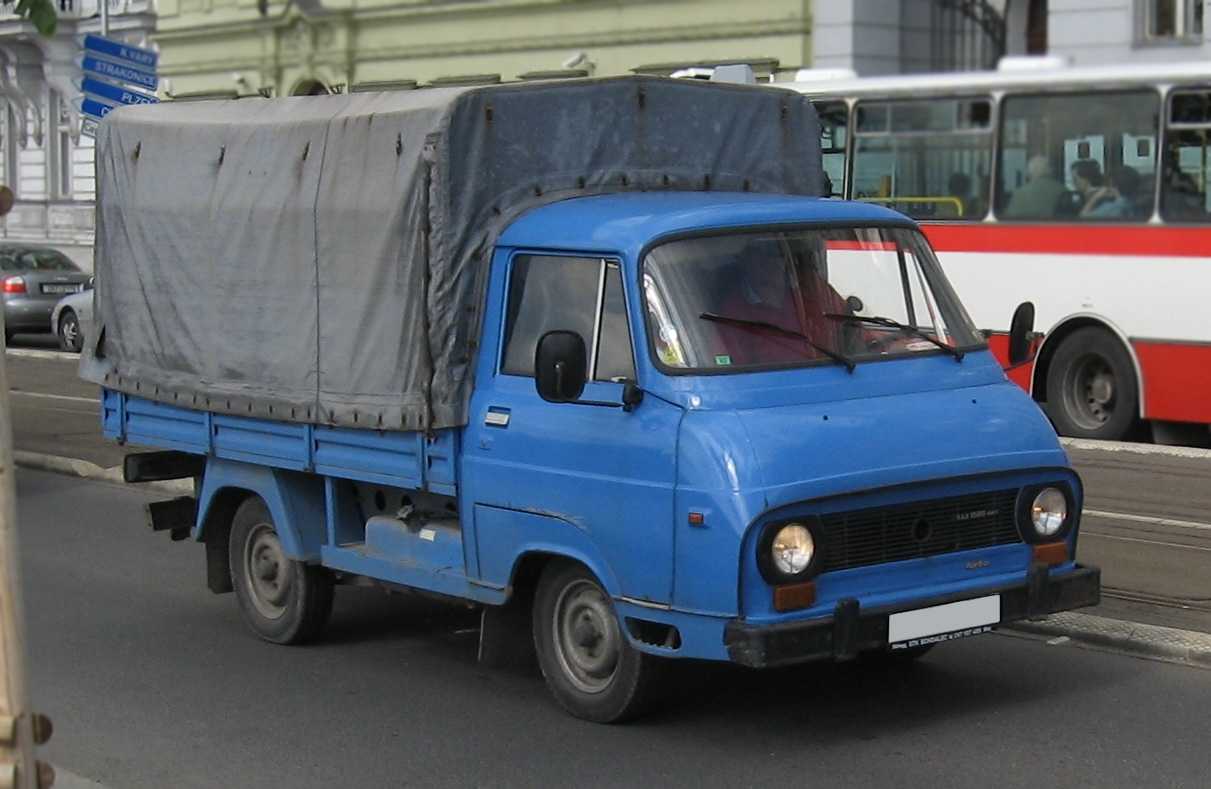
TAZ 1500 KAT Rol
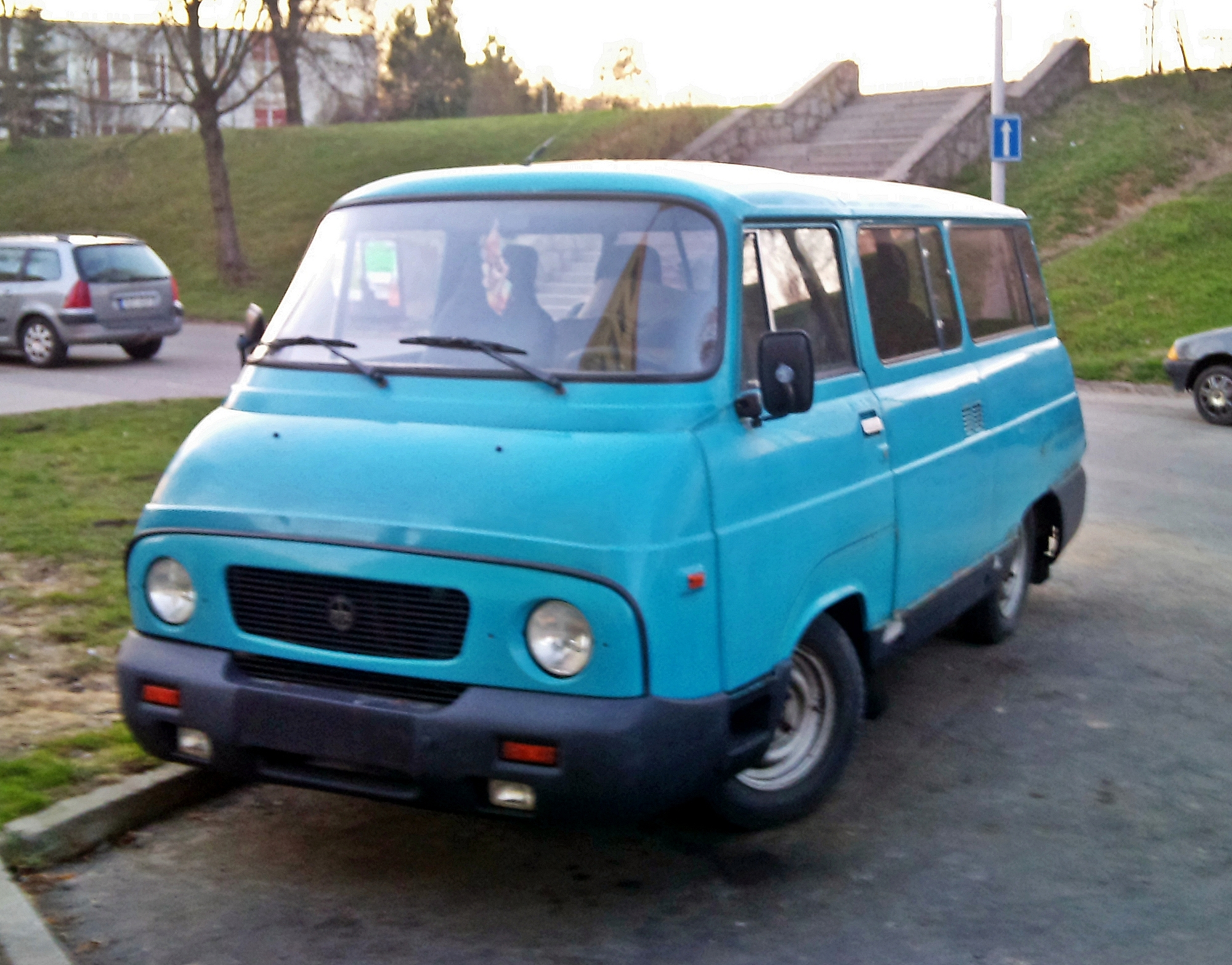
Versão mais recente da TAZ 1500

## Literatura
- Jan Králík (janeiro de 2010). «Škoda 1203». Grada Publishing. ISBN 978-80-247-3383-8
- Jan Tuček (30 de abril de 2009). «Auta východního bloku». Grada Publishing. pp. 88 f. ISBN 978-80-247-2585-7